# 古滕巴赫河 (維爾德巴赫河支流)
50°47′44.90″N 8°1′34.44″E / 50.7958056°N 8.0262333°E

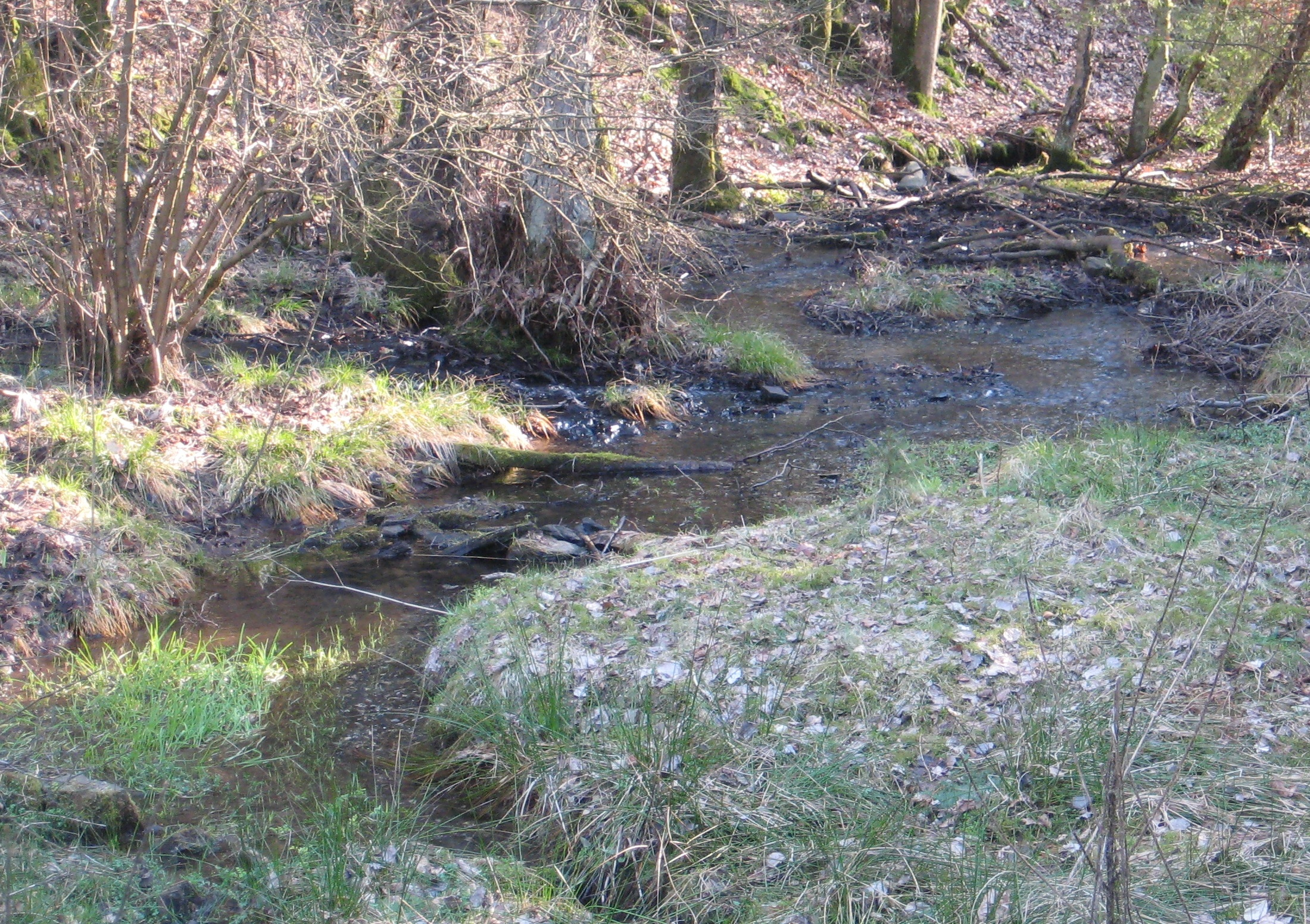

古滕巴赫河（德語：Gutenbach），是德國的河流，位於該國西部，處於北萊茵-威斯特法倫州，屬於維爾德巴赫河的支流，河道全長2.6公里，流域面積2平方公里。